# McDonough (Georgia)
McDonough is een plaats (city) in de Amerikaanse staat Georgia, en valt bestuurlijk gezien onder Henry County.

## Demografie
Bij de volkstelling in 2000 werd het aantal inwoners vastgesteld op 8493.
In 2006 is het aantal inwoners door het United States Census Bureau geschat op 16.853, een stijging van 8360 (98.4%).

## Geografie
Volgens het United States Census Bureau beslaat de plaats een oppervlakte van
20,2 km², waarvan 20,1 km² land en 0,1 km² water. McDonough ligt op ongeveer 261 m boven zeeniveau.

## Plaatsen in de nabije omgeving
De onderstaande figuur toont nabijgelegen plaatsen in een straal van 20 km rond McDonough.